# Theresa Weld
Theresa Weld, po mężu Blanchard, następnie Barnes (ur. 21 sierpnia 1893 w Brookline, zm. 12 marca 1978 w Bostonie) – amerykańska łyżwiarka figurowa, startująca w konkurencji solistek i par sportowych z Nathanielem Nilesem. Brązowa medalistka olimpijska z Antwerpii (1920) w konkurencji solistek i uczestniczka igrzysk olimpijskich (1924, 1928), dwukrotna mistrzyni Ameryki Północnej (1923 wśród solistek, 1924 w parach sportowych) oraz 15-krotna mistrzyni Stanów Zjednoczonych (1914, 1920–1924 wśród solistek; 1918–1927 w parach sportowych).
W 1920 roku poślubiła Charlesa Blancharda. W 1923 roku założyła magazyn sportowy Skating, w którym pracowała do 1963 roku. 

## Osiągnięcia

### Solistki
| Zawody                           | 1914           | 1918           | 1920           | 1921           | 1922           | 1923           | 1924           | 1925           | 1926           | 1927           | 1928           |                |                |                |                |                |                |
| Międzynarodowe                   | Międzynarodowe | Międzynarodowe | Międzynarodowe | Międzynarodowe | Międzynarodowe | Międzynarodowe | Międzynarodowe | Międzynarodowe | Międzynarodowe | Międzynarodowe | Międzynarodowe | Międzynarodowe | Międzynarodowe | Międzynarodowe | Międzynarodowe | Międzynarodowe | Międzynarodowe |
| -------------------------------- | -------------- | -------------- | -------------- | -------------- | -------------- | -------------- | -------------- | -------------- | -------------- | -------------- | -------------- | -------------- | -------------- | -------------- | -------------- | -------------- | -------------- |
| Igrzyska olimpijskie             |                |                | 3              |                |                |                | 4              |                |                |                | 10             |                |                |                |                |                |                |
| Mistrzostwa Ameryki Północnej    |                |                |                |                |                | 1              |                | 3              |                |                |                |                |                |                |                |                |                |
| Krajowe                          |                |                |                |                |                |                |                |                |                |                |                |                |                |                |                |                |                |
| Mistrzostwa Stanów Zjednoczonych | 1              | 2              | 1              | 1              | 1              | 1              | 1              | 2              | 2              | 3              |                |                |                |                |                |                |                |

### Pary sportowe
Z Nathanielem Nilesem
| Zawody                           | 1914           | 1918           | 1920           | 1921           | 1922           | 1923           | 1924           | 1925           | 1926           | 1927           | 1928           | 1929           | 1930           | 1932           |                |                |                |
| Międzynarodowe                   | Międzynarodowe | Międzynarodowe | Międzynarodowe | Międzynarodowe | Międzynarodowe | Międzynarodowe | Międzynarodowe | Międzynarodowe | Międzynarodowe | Międzynarodowe | Międzynarodowe | Międzynarodowe | Międzynarodowe | Międzynarodowe | Międzynarodowe | Międzynarodowe | Międzynarodowe |
| -------------------------------- | -------------- | -------------- | -------------- | -------------- | -------------- | -------------- | -------------- | -------------- | -------------- | -------------- | -------------- | -------------- | -------------- | -------------- | -------------- | -------------- | -------------- |
| Igrzyska olimpijskie             |                |                | 4              |                |                |                | 6              |                |                |                | 9              |                |                |                |                |                |                |
| Mistrzostwa świata               |                |                |                |                |                |                |                |                |                |                | 7              |                | 6              | 8              |                |                |                |
| Mistrzostwa Ameryki Północnej    |                |                |                |                |                | 2              |                | 1              |                | 2              |                | 2              |                |                |                |                |                |
| Krajowe                          |                |                |                |                |                |                |                |                |                |                |                |                |                |                |                |                |                |
| Mistrzostwa Stanów Zjednoczonych | 2              | 1              | 1              | 1              | 1              | 1              | 1              | 1              | 1              | 1              | 2              | 2              |                |                |                |                |                |

## Nagrody i odznaczenia
- Amerykańska Galeria Sławy Łyżwiarstwa Figurowego – 1976[7]